# Abraham Ahlqvist
Abraham Ahlqvist, född 5 juli 1794 i Mörbylånga församling, Kalmar län, död 9 juli 1844 i Runstens församling, Kalmar län, var en svensk präst, riksdagsman, natur- och fornforskare. 

## Biografi
Ahlqvist var son till Pehr Ahlqvist, kyrkoherde i Resmo församling, och Maria Fornander. Han gick i skola i Kalmar 1804, och var sedan student vid Uppsala universitet höstterminen 1813. Han promoverades till filosofie magister 16 juni 1818 och prästvigdes samma år den 20 december i Kalmar. Ahlqvist blev sedan lärare (collega scholæ) i Kalmar 15 september 1820, och sedan konrektor den 28 mars 1826.
Den 30 april 1825 tog Ahlqvist pastoralexamen och blev kyrkoherde i Runstens församling samma år den 22 september, där han tillträdde 1 maj 1827. Prost över egen församling 1831-09-18; kontraktsprost i Ölands medelkontrakt samma år 14/12; riksdagsman i prästeståndet för Kalmar stift 1828/30 och 1834/35; inspektor för pedagogien i Borgholm 1841; medlem av Götiska förbundet 1825; korresponderande ledamot av Kungliga Vitterhets Historie och Antikvitets Akademien 1829; samma akad:s ombud på Öland samma år; ledamot av Kungliga Lantbruksakademien 1831; av Kungliga Samfundet för utgivande av handskrifter rörande Skandinaviens historia 1833; av Det Kongelige Nordiske Oldskriftselskab i Köpenhamn 1834 m.fl. lärda samfund.
Ahlqvists Ölands historia och beskrifning 1822–27, har vunnit stort anseende och hans Anmärkningar öfver Ölands fysiska beskaffenhet och vegetation 1821, har, liksom hans Flora Runsteniensis 1815–17, lämnat viktiga bidrag till kännedomen om det blomsterrika Ölands naturförhållanden. Han gav också bidrag till Nils Isak Löfgrens utgåva av ett herdaminne för Kalmar stift, Clerus Calmariensis. Under sin tid i riksdagen använde han tiden mest till arkivforskningar, varav frukten blev hans Bidrag till svenska kyrkans och riksdagarnes historia ur Presteståndets archiv fr. 1523–1649, ett arbete vari han biträddes av prostarna Sven Peter Bexell och Anders Lignell, men som aldrig hann avslutas före hans död. Ahlqvist är en typisk representant för den s.k. linnéanska prästtraditionen. 
Ahlqvist avled vid Vickleby hälsokälla av leverinflammation och nervfeber. Han är begraven vid Runstens kyrkas södra sakristivägg tillsammans med sin hustru och dottern Catharina Helena.

## Familj
Ahlqvist gifte sig 1826 i Kalmar stadsförsamling med Sara Gustafva Bruun (1801–1866), dotter till handlanden i Kalmar Peter Bruun och Sara Maria Brandtberg. De fick barnen Pehr (1827–1878), Sara Maria (1831–1879), Hilda Augusta (1832–1896), Johanna Charlotta (1836–1895), Alfred Gustaf (1838–1881) och Catharina Helena (1840–1841).